# Protomystides occidentalis
Protomystides occidentalis är en ringmaskart som först beskrevs av E. Ditlevsen 1917.  Protomystides occidentalis ingår i släktet Protomystides och familjen Phyllodocidae. Inga underarter finns listade i Catalogue of Life.